# Mimosoideae
Classification APG II (2003)
Sous-famille
Tribus de rang inférieur
- Acacieae
- Ingeae
- Mimoseae
- Mimozygantheae
- Parkieae

Classification phylogénétique
Clade
Les Mimosoideae est une sous-famille de plantes à fleurs de la famille des Fabaceae. C'est une des trois sous-familles de la famille Fabaceae (ou Leguminosae). Les plantes qui en font partie sont des arbres ou des arbustes des tropiques ou sous-tropiques. Le plus grand nombre étant dans le genre Acacia.

## Taxonomie
Cette sous-famille existe dans la classification phylogénétique APG - APG (1998), APG II (2003), puis APG III (2009) et sa révision APG IV (2016) - mais elle n'existe pas dans la classification classique de Cronquist (1981), qui élevait ce groupe au rang de famille à part entière : la famille des Mimosaceae.
Des travaux récents ont montré que les Mimosoideae forment un clade niché avec la sous-famille Caesalpinioideae et les travaux de classification récents (2017) par The Legume Phylogeny Working Group les appelle le clade des Mimosoïdes (Mimosoid clade en anglais) au sein de la sous-famille Caesalpinioideae. Le groupe inclut environ 40 genres et 2500 espèces.

### Sous-taxons
Les Mimosoideae ont été subdivisés historiquement en cinq tribus (Acacieae, Ingeae, Mimoseae, Mimozygantheae et Parkieae). Cependant, les études de phylogénie moléculaire récentes montrent que ces groupes sont artificiels.

#### Classification classique

##### Acacieae
- Acacia Mill.
- Acaciella Britton & Rose,1928
- Mariosousa Seigler & Ebinger, 2006
- Parasenegalia Seigler & Ebinger, 2017
- Pseudosenegalia Seigler & Ebinger, 2017
- Senegalia Raf., 1838
- Vachellia Wight & Arn.

##### Ingeae
- Abarema Pittier, 1927
- Afrocalliandra E.R.Souza & L.P.Queiroz, 2013
- Albizia Durazz., 1772
- Archidendron F.Muell.
- Archidendropsis I.C.Nielsen
- Balizia Barneby & J.W.Grimes, 1996
- Blanchetiodendron Barneby & J.W.Grimes, 1996
- Calliandra Benth.
- Cathormion
- Cedrelinga
- Chloroleucon (Benth.) Britton & Rose
- Cojoba Britton & Rose
- Ebenopsis Britton & Rose
- Enterolobium Mart.
- Faidherbia A.Chev., 1934
- Falcataria (I.C.Nielsen) Barneby & J.W.Grimes, 1996
- Guinetia
- Havardia Small
- Hesperalbizia Barneby & J.W.Grime
- Hydrochorea Barneby & J.W.Grimes
- Inga Mill., 1754
- Leucochloron Barneby & J.W.Grimes
- Lysiloma Benth.
- Macrosamanea Britton & Rose ex Britton & Killip, 1936
- Painteria Britton & Rose, 1928
- Pararchidendron I.C.Nielsen
- Paraserianthes I.C.Nielsen
- Pithecellobium Mart.
- Pseudosamanea
- Robrichia (Barneby & J.W. Grimes) A.R.M. Luz & É.R. Souza 2022[3]
- Samanea (Benth.) Merr.
- Serianthes Benth., 1844
- Sphinga Barneby & J.W.Grimes, 1996
- Thailentadopsis Kosterm.
- Viguieranthus Villiers
- Wallaceodendron Koord.
- Zapoteca H.M.Hern., 1987
- Zygia P.Browne

##### Mimoseae
Selon NCBI (29 juillet 2018) :
- Adenanthera L., 1753
- Adenopodia C.Presl, 1851
- Alantsilodendron Villiers, 1994
- Amblygonocarpus Harms, 1897
- Anadenanthera Speg., 1923
- Aubrevillea Pellegr., 1933
- Calliandropsis
- Calpocalyx
- Chidlowia Hoyle, 1932
- Cylicodiscus
- Desmanthus Willd., 1806

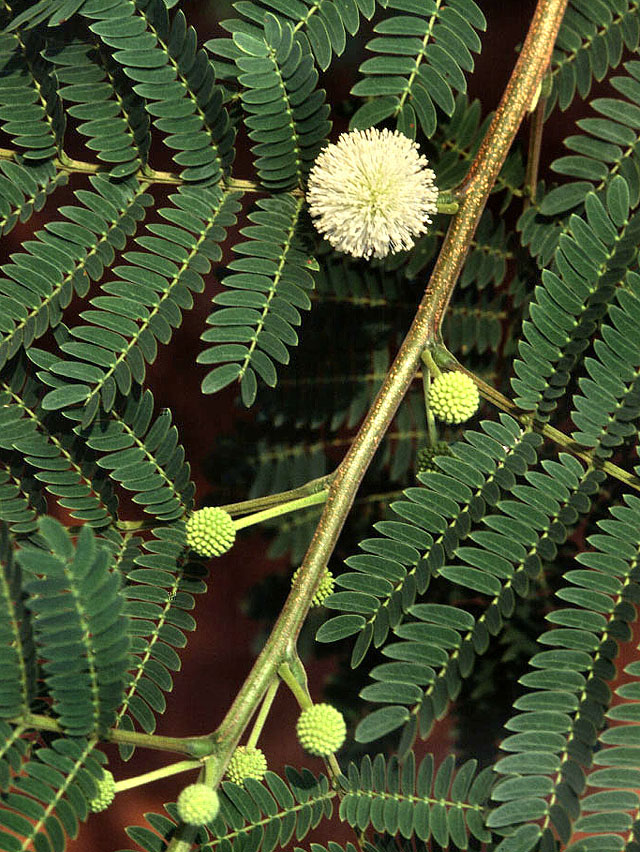
Faux mimosa, Leucaena leucocephala, plante utilisée pour ses fibres et pour l'alimentation du bétail.

- Dichrostachys (DC.) Wight & Arn., 1834
- Elephantorrhiza Benth., 1841
- Entada Adans., 1763
- Fillaeopsis
- Gagnebina
- Indopiptadenia Brenan
- Kanaloa Lorence & K.R.Wood, 1994
- Lemurodendron Villiers & P.Guinet, 1989
- Leucaena Benth.
- Microlobius
- Mimosa L.
- Neptunia
- Newtonia Baill., 1888
- Parapiptadenia Brenan
- Piptadenia Benth.
- Piptadeniastrum Brenan
- Piptadeniopsis
- Pityrocarpa (Benth.) Britton & Rose
- Plathymenia
- Prosopidastrum Burkart, 1964
- Prosopis L., 1767
- Pseudopiptadenia Rauschert, 1982
- Pseudoprosopis Harms, 1902
- Schleinitzia Warb. ex Nevling & Niezgoda, 1978
- Stryphnodendron Mart.
- Tetrapleura
- Xerocladia Harv.
- Xylia Benth, 1842

##### Mimozygantheae
- Mimozyganthus

##### Parkieae
- Parkia R.Br., 1826
- Pentaclethra Benth.

#### Classification phylogénétique

##### Mimosoïdes basales
- groupe Adenanthera [5]
  - Adenanthera L.
  - Amblygonocarpus Harms
  - Calpocalyx Harms
  - Pseudoprosopis Harms
  - Tetrapleura Benth.
  - Xylia Benth.
- Groupe Entada [5]
  - Elephantorrhiza Benth.
  - Entada Adans.
  - Piptadeniastrum Brenan
- Groupe Newtonia 
  - Fillaeopsis Harms
  - Indopiptadenia Brenan
  - Lemurodendron Villiers & P. Guinet
  - Newtonia Baill.
- Groupe Prosopis 
  - Prosopis L.
  - Xerocladia Harv.
- GroupeMimozyganthus [6]
  - Mimozyganthus Burkart
  - Piptadeniopsis Burkart
  - Prosopidastrum Burkart
- Groupe Leucaena [7],[8],[6]
  - Desmanthus Willd.
  - Kanaloa Lorence & K.R.Wood
  - Leucaena Benth.
  - Schleinitzia Warb. ex Nevling & Niezgoda
- Groupe Dichrostachys [7],[8],[6]
  - Alantsilodendron Villiers
  - Calliandropsis H.M.Hern. & P.Guinet
  - Dichrostachys (DC.) Wight & Arn.
  - Gagnebina Neck. ex DC.
- Non assignés
  - Aubrevillea Pellegr.
  - Chidlowia Hoyle
  - Cylicodiscus Harms
  - Neptunia Lour
  - Pentaclethra Benth.
  - Plathymenia Benth.

##### Clade Acacia (Cœur des Mimosoideae)
- Groupe Parkia 
  - Anadenanthera Speg.
  - Parkia R.Br.
- Groupe Piptadenia [8],[9],[10]
  - Adenopodia C.Presl
  - Microlobius C.Presl
  - Mimosa L.[11]
  - Parapiptadenia Brenan
  - Piptadenia Benth.
  - Pityrocarpa Britton & Rose
  - Pseudopiptadenia Rauschert
  - Stryphnodendron Mart.
- Groupe Abarema [12],[13],[14]
  - Abarema Pittier
  - Balizia Barneby & J.W.Grimes
  - Hydrochorea Barneby & J.W.Grimes
- Grade Ingeae  (Paraphylétique)
  - Acaciella Britton & Rose[15]
  - Afrocalliandra E.R. Souza & L.P. Queiroz
  - Albizia Durazz.
  - Archidendron F.Muell.
  - Archidendropsis I.C.Nielsen
  - Blanchetiodendron Barneby & J.W.Grimes
  - Calliandra Benth.
  - Cathormion (Benth.) Hassk.
  - Cedrelinga Ducke
  - Chloroleucon (Benth.) Britton & Rose
  - Cojoba Britton & Rose
  - Enterolobium Mart.
  - Faidherbia A.Chev.
  - Falcataria (I.C.Nielsen) Barneby & J.W.Grimes[16]
  - Hesperalbizia Barneby & J.W.Grimes
  - Inga Mill.
  - Leucochloron Barneby & J.W.Grimes
  - Lysiloma Benth.
  - Macrosamanea Britton & Rose
  - Pararchidendron I.C.Nielsen
  - Pseudosamanea Harms
  - Samanea (Benth.) Merr.
  - Sanjappa E.R. Souza & Krishnaraj[17]
  - Serianthes Benth.
  - Thailentadopsis Kosterm.
  - Viguieranthus Villiers
  - Wallaceodendron Koord.
  - Zapoteca H.M.Hern.
  - Zygia P.Browne
- Groupe Pithecellobium [13],[14]
  - Ebenopsis Britton & Rose
  - Havardia Small
  - Painteria Britton & Rose
  - Pithecellobium Mart.
  - Sphinga Barneby & J.W.Grimes
- Non assignés
  - Acacia Mill.
  - Mariosousa Seigler & Ebinger 
  - Paraserianthes I.C.Nielsen
  - Parasenegalia Seigler & Ebinger
  - Pseudosenegalia Seigler & Ebinger
  - Senegalia Raf.
  - Vachellia Wight & Arn.